# Хэн
Хэн (англ. Hän, Han, хэн: Hwëch’in / Han Hwech’in, Tr’ondek Hwéch’in) — коренной народ Аляски и Канады, индейцы атабаскской этнолингвистической группы, проживающий на реке Юкон (Доусон, Игл). Исконная территория хэн протянулась от истока Стьюарт до истока реки Клондайк (ныне восточно-центральная Аляска и западно-центральная часть Юкона в Канаде).
Общее число хэн составляет 50-60 человек, из которых, возможно, 12 владеют родным языком. Письменность создана в 1970-х годах.

## Этноним

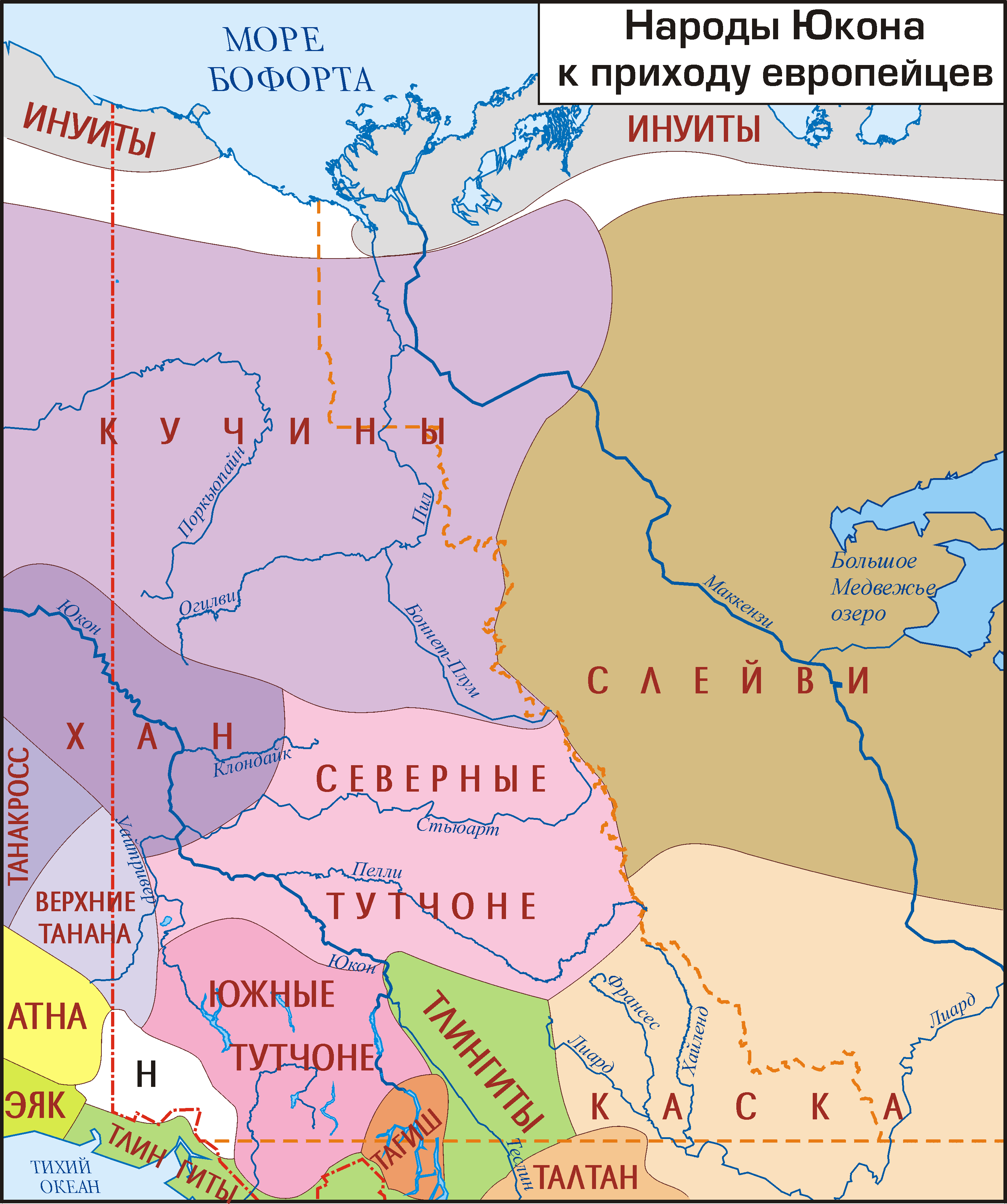
Народы Юкона к приходу европейцев.

Названия для своего этноса в языке хэн нет, — только отдельные наименования племенных групп. Слово Hän на родном языке народа значит «река», и все диалектальные варианты Hän Hwëch’in, Hän Huch’in или Hän Gwich’in переводятся как «Люди реки». На реке Клондайк хэн называли себя Tro-chu-tin. Были известны также как Бешеные Люди.
Представители Гудзонской торговой компании использовали по отношению к хэнам французское название Gens de fou (Gens de Fou, Gens de Foux, Gens des Foux, Gens-de-fine), что значит «Сумасшедшие люди». Роберт Кенникотт отмечал, что название появилось в связи с «примечательной энергичной манерой танцевать».

## История

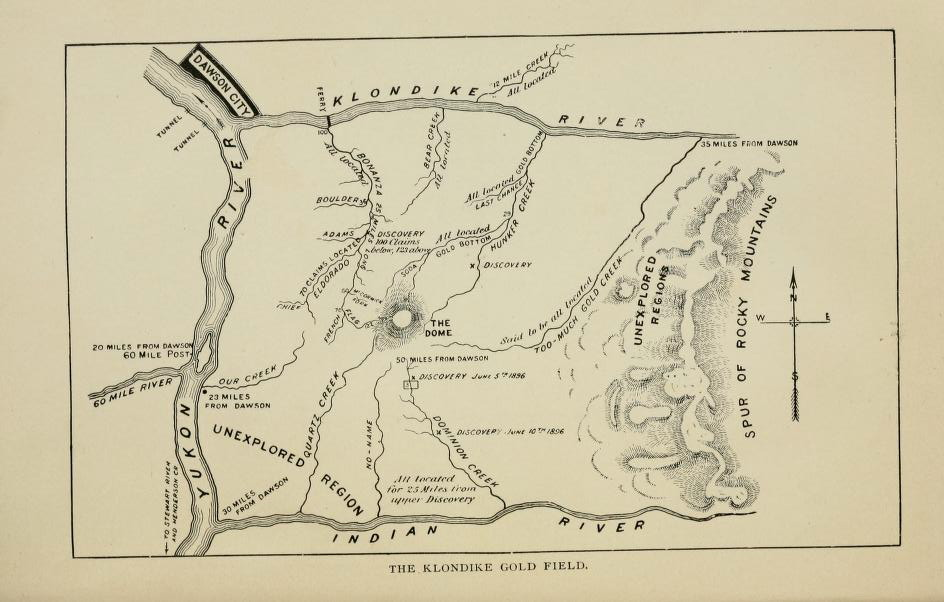
Карта золотой лихорадки на реке Клондайк

Первые контакты с европейцами в лице русских пушных промысловиков у хэн произошли в начале XIX века. Александр Хантер Мюррей писал:
Хан разделены на четыре группы, самая верхняя из них — Прэуци- Кутчин (Prawtsee-Kootchin — народ Развилки). Они населяют большое пространство страны, от истоков Поркупайна и Пилс Ривер до истока Реки Горцев (River of the Mountain Men); они часто посещают русских на побережье, но также часто торгуют с индейцами — посредниками.
Затем к 1847 году своё влияние на север распространяла Гудзонская торговая компания, с которой хэн вступали также в торговые отношения. После продажи Аляски произошёл в 1882 году несчастный случай, осложнивший отношения местных индейцев и административным управлением в районе Клондайка. Возмущённые быстрым притоком торговцев и старателей в связи с открытием тлинкитами прохода через перевал Чилкут, индейцы Tro-chu-tin разграбили склады форта. Среди добычи оказался мышьяк, которым отравились две пожилые женщины племени, а одна девочка ослепла. Вернувшийся руководитель форта устроил пир, задобрил индейцев подарками, извинился и выставил туземцам счёт за украденное. Те заплатили, но потребовали компенсацию за причинение вреда здоровью ребёнка в размере 10 шкур (около 6 долларов).
Во время золотой лихорадки на Клондайке хэн Канады оказались в эпицентре событий. Некоторые представители народа нанимались проводниками, охотниками прибывшим золотодобыдчикам, но в целом племена страдали от болезней, насилия и алкоголизма.

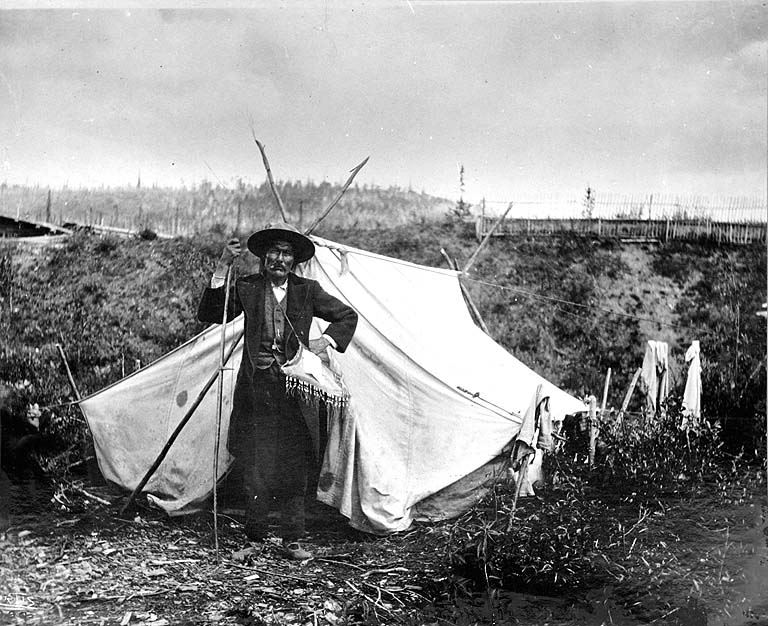
Вождь Исаак (ум. 1933) возле Доусона, ок. 1898 год

В 1902 году канадские власти устроили в трёх милях от Доусона резервацию Мусхайд. В 1950-х многие хэн переселились в город, поэтому резервация сегодня используется как место летнего отдыха и проведения церемониальных действий.

## Описание
Численность представителей народа хэн в окрестностях форта Релайанс в 1887 году составляла 70 человек из 12 семейств.
Хэн, как и многие атабаски Скалистых Гор, имели двуклановую социальную структуру. Речные хэн селились в полуземлянках с покрытой мхом крышей, отдалённые от рек племена — в кожаных палатках. Удили рыбу (июнь-сентябрь), охотились на оленя, из кожи которого шили одежду и мокасины. Передвигались на каноэ, зимой — на снегоступах и санках. Среди принятых табу существовал запрет на употребление мяса собак, волков, ворона, а выдру, лису, рысь, росомаху ели при крайней необходимости.
Среди игр хэн распространены: борьба, перетягивание каната, бег на скорость, хоккей, обруч-на-шесте (англ. hoop-and-pole), кидание палки, подобие волейбола.
Брак детей устраивали родители задолго до их совершеннолетия. Возраст брачующихся варьировался от 16 до 20 лет, иногда достигал 25. Среди богатых индейцев практиковалось многожёнство и многомужество.
Похоронный ритуал сопровождался плачем и ритуальными танцами. Покойного кремировали и складывали прах в деревянную коробку. Прах вождя порой оставляли в полом бревне, устанавливавшемся на возвышенности. Глава семьи после похорон не употреблял в пищу свежего мяса. Вдовым супругам запрещалось несколько лет вступать в повторный брак.

## Верования
Наряду с другими атапасками верили в Накани — Плохого Индейца, Огненного человека. К шаману обращались с просьбой исцелить больного или предугадать исход предстоящей охоты. Функции шамана могли исполнять как женщина так и мужчина, быть злым или добрым колдунов в зависимости от применения своих способностей. Желающий стать шаманом должен был спать под одеялом действующего шамана, чьё место позже займёт, и увидеть во сне своё тотемное животное.
Англиканские миссионеры проповедовали христианство среди хэн в конце XIX века.